# Planicephalus flavivitta
Planicephalus flavivitta är en insektsart som beskrevs av Berg 1884. Planicephalus flavivitta ingår i släktet Planicephalus och familjen dvärgstritar. Inga underarter finns listade i Catalogue of Life.